# Municipio de Redland (condado de Cleveland)
El municipio de Redland (en inglés: Redland Township) es un municipio ubicado en el condado de Cleveland en el estado estadounidense de Arkansas. En el año 2010 tenía una población de 622 habitantes y una densidad poblacional de 2,71 personas por km².

## Geografía
El municipio de Redland se encuentra ubicado en las coordenadas 33°46′40″N 92°14′4″O / 33.77778, -92.23444. Según la Oficina del Censo de los Estados Unidos, el municipio tiene una superficie total de 229.6 km², de la cual 229,07 km² corresponden a tierra firme y (0,23 %) 0,53 km² es agua.

## Demografía
Según el censo de 2010, había 622 personas residiendo en el municipio de Redland. La densidad de población era de 2,71 hab./km². De los 622 habitantes, el municipio de Redland estaba compuesto por el 70,9 % blancos, el 27,01 % eran afroamericanos, el 0,48 % eran amerindios, el 1,61 % eran de otras razas. Del total de la población el 2,41 % eran hispanos o latinos de cualquier raza.